# ガイウス・セルウィリウス・ゲミヌス
ガイウス・セルウィリウス・ゲミヌス（ラテン語: Gaius Servilius Geminus、- 紀元前180年）は、紀元前3世紀後期から紀元前2世紀前半の共和政ローマの政治家・軍人。紀元前203年に執政官（コンスル）を、紀元前202年には独裁官を務めた。

## 出自
ゲミヌスはセルウィリウス氏族の出身である。セルウィリウス氏族はアルバ・ロンガからローマに移住した六氏族の一つとされている。紀元前495年のプブリウス・セルウィリウス・プリスクス・ストルクトゥス以来、多くの執政官を輩出してきた。しかしゲミヌス自身はパトリキ（貴族）ではなくプレブス（平民）であった。カピトリヌスのファスティによると、父のプラエノーメン（第一名、個人名）はガイウス、祖父はプブリウスである。父ガイウスは紀元前218年に法務官（プラエトル）に就任したがボイイ族との戦いで敗北し、15年間捕虜となった。祖父プブリウスは、紀元前252年と紀元前248年の二度執政官を務め、「ゲミヌス」（双子）のコグノーメン（第三名、家族名）を名乗った最初の人物である。ガイウスの弟のマルクス・セルウィリウス・プレクス・ゲミヌスは紀元前202年に執政官を務めている。
祖父プブリウスはパトリキであったが、ガイウスは生まれた時点からプレブスであった。おそらく父ガイウスの時点でプレブスになっていたと思われる。
ゲミヌスには同名の息子があり、紀元前173年に平民按察官（プレブス・アエディリス）を務めている。

## 経歴
紀元前212年、イタリアにはハンニバルが侵攻し第二次ポエニ戦争が続いていたが、ガイウス・セルウィリウスという人物が二度記録に登場する。一人は護民官ガイウス・セルウィリウス・クスカであり、マルクス・ポストゥミウスという人物の裁判に関連している。もう一人は法務官プブリウス・コルネリウス・スッラ（ルキウス・コルネリウス・スッラの高祖父）のレガトゥス（副官）で、カルタゴ軍の包囲を突破して、タレントゥム（現在のターラント）にエトルリアから食料を搬入している。現代の研究者は後者を紀元前203年の執政官ゲミヌスと特定しているが、護民官ガイウスも同一人物である可能性があるとも考えている（その場合、コグノーメンは誤記）。カルタゴとの戦争という非常事態であったため、護民官任期が満了する以前に、軍に参加することができたのであろう。
紀元前210年、ティトゥス・オタキリウス・クラッススの死去に伴って、ゲミヌスは神祇官に就任した。紀元前209年には平民按察官（プレブス・アエディリス）、翌紀元前208年には上級按察官（アエディリス・クルリス）に就任した。どちらの場合も同僚はクィントゥス・カエキリウス・メテッルスであった。紀元前208年の末、翌年の政務官選挙実施のためにティトゥス・マンリウス・トルクァトゥスが独裁官（ディクタトル）に任じられたが、トルクァトゥスはゲミヌスを騎兵長官（マギステル・エクィトゥム、この場合は選挙副管理人）に指名している。
父ゲミヌスは紀元前218年にガリア（ボイイ族）との戦いで戦死したと思われていたが、紀元前209年になって捕虜となって生存していることが分かった。このため、ローマではゲミヌスは政務官たる資格を有しないとの宣言がなされた。その後ゲミヌスは民会に対して「自分は父が生きている間に按察官を務めたが、それを非難しないで欲しい」と述べ、結局この宣言は撤回された。
紀元前206年、ゲミヌスは法務官に就任し、シキリアに派遣された。彼の下には2個軍団と軍船30隻があった。紀元前203年には執政官に就任。同僚のパトリキ執政官は同族のグナエウス・セルウィリウス・カエピオであった。くじ引きによって、ゲミヌスはエトルリアを担当し、ガリア人とマゴ・バルカ（ハンニバルの弟）の侵攻に備えた。マルクス・コルネリウス・ケテグスから軍の指揮を引き継ぐと、ガリア・キサルピナでの作戦を継続し、父ガイウスも含むローマ人捕虜を奪還した。彼らと共にローマに帰還すると、翌年の政務官選挙のためにプブリウス・スルピキウス・ガルバ・マクシムスを独裁官に任命した。その結果、翌年の執政官の一人には、ゲミヌスの弟であるマルクス・セルウィリウス・プレクス・ゲミヌスが当選した。
翌紀元前202年、ゲミヌスは前執政官（プロコンスル）として引き続きエトルリアを担当した。年末には執政官である弟マルクスが、ゲミヌスを独裁官に任命し、翌年の選挙を実施させた。これは通常の独裁官としては最後のものであり、この後の例は自身が独裁官となることを宣言したルキウス・コルネリウス・スッラ（紀元前82年-81年）と終身独裁官ガイウス・ユリウス・カエサルのみである。紀元前201年、カルタゴとの講和が実現した後、ゲミヌスはスキピオ・アフリカヌスの退役兵士たちにアプリア（現在のプッリャ州）とサムニウムの土地を分配する委員会の一人となった。紀元前194年には、ルキウス・フリウス・プルプレオの公約に従ってユピテル神殿を奉納した。紀元前183年には最高神祇官に就任している。
紀元前180年前に、ゲミヌスとルキウス・コルネリウス・ドラベッラとの間に紛争があった。ドラベッラは父と同じく「祭祀王（レクス・サクロルム）」の地位を求めたが、艦隊司令官の地位は手放さないとしていた。このためゲミヌスは他の人物を祭祀王に任命している。紀元前180年の末にゲミヌスは死去した。死去した時点で最高神祇官（終身職）だっただけでなく、神聖な儀式を執り行う10人委員会の一員であった。このように重要な神官職を兼任していたことから、ゲミヌスの影響力が計り知れる。

## 参考資料

### 古代の資料
- カピトリヌスのファスティ
- ティトゥス・リウィウス『ローマ建国史』

### 研究書
- Broughton R. "Magistrates of the Roman Republic" - New York, 1951. - Vol. I. - P. 600.
- Geiger J. "The Last Servilii Caepiones of the Republic" // Ancient Society. - 1973. - No. IV. - P. 143-156 .
- Münzer F. "Servilii Caepiones" // Paulys Realencyclopädie der classischen Altertumswissenschaft. - 1942. - Bd. II A, 2. - Kol. 1775-1780.
- Münzer F. "Servilius 59" // Paulys Realencyclopädie der classischen Altertumswissenschaft. - 1942. - Bd. II A, 2. - Kol. 1791-1792.
- Münzer F. "Servilius 59ff" // Paulys Realencyclopädie der classischen Altertumswissenschaft. - 1942. - Bd. II A, 2. - Kol. 1791.
- Münzer F. "Servilius 60" // Paulys Realencyclopädie der classischen Altertumswissenschaft. - 1942. - Bd. II A, 2. - Kol. 1792-1794.
- Münzer F. "Servilius 62" // Paulys Realencyclopädie der classischen Altertumswissenschaft. - 1942. - Bd. II A, 2. - Kol. 1795-1796.